# Thomas Wivel
Thomas Wivel (født 25. september 1967) er en dansk standupkomiker og tekstforfatter.

## Privatliv
Wivel er født i Gentofte og er bror til litteraturkritiker på Weekendavisen Klaus Wivel. Faderen er journalist og tidl. chefredaktør for Weekendavisen og Berlingske Tidende, Peter Wivel.
Wivel er far til fem børn - Jakob, Marie, Jonathan, Bastian og Isabell.. Han danner par med fotograf og model Anja Wolff, som han har en datter med.

## Karriere
Wivel debuterede på Café Din’ s (1991). Har medvirket i flere tv-programmer bl.a.: Gintberg – men nok om mig, Stand-up.dk, Talegaver til Børn. Han var tekstforfatter på Gintbergs store aften på TV2 Zulu og på TV2's underholdningsprogram 9 ud af 10.